# Tadeusz Zabłocki (duchowny)
Tadeusz Zabłocki (ur. 2 stycznia 1931 w Januszowej, zm. 13 czerwca 2024 w Solcu Kujawskim) – katolicki prezbiter archidiecezji gnieźnieńskiej, a od 2004 diecezji bydgoskiej. W latach 1968–1976 rektor, a następnie do 2007 proboszcz parafii rzymskokatolickiej pw. Najświętszego Serca Pana Jezusa w Solcu Kujawskim. Od 2007 roku był na emeryturze. Honorowy obywatel Solca Kujawskiego (od 21 lutego 2008).